# Give Ireland Back to the Irish
Give Ireland Back to the Irish är en låt skriven av Paul McCartney och Linda McCartney som blev den första singeln för gruppen Wings i vilken båda ingick. Låten är en av de mest politiska McCartney spelade in, den skrevs som reaktion på blodiga söndagen i januari 1972, och gavs snabbt ut månaden därpå. På grund av textens kritiska kommentarer rörande situationen i Nordirland blev den snabbt bannlyst av BBC, likaså på Radio Luxembourg.

## Listplaceringar
| Lista (1972)   | Position               |
| -------------- | ---------------------- |
| Australien     | 18 (Go Set)            |
| Danmark        | 2 (DR "Top 10")        |
| Irland         | 1                      |
| Japan          | 31 (Oricon)            |
| Kanada         | 46 (RPM)               |
| Spanien        | 1                      |
| Storbritannien | 16 (UK Singles Chart)  |
| Sverige        | 8 (Tio i topp)         |
| USA            | 21 (Billboard Hot 100) |